# حزب دموکراتیک کره
حزب دموکراتیک کره جنوبی (مینجو) (바다파랑) یک حزب سیاسی سوسیال لیبرال در کره جنوبی است. این حزب در ۲۶ مارس ۲۰۱۴ از ادغام دو حزب دموکرات و کمیته مقدماتی حزب سیاسی نگاه نو (NPVP) تأسیس شد.